# I Care 4 U (dal)
Az I Care 4 U Aaliyah amerikai énekesnő negyedik, utolsó kislemeze harmadik, Aaliyah című albumáról (Franciaországban az ötödik, mert ott egyedül az I Refuse című dal is megjelent kislemezen). A dalt Timbaland és Missy Elliott írta, eredetileg még Aaliyah 1996-ban megjelent második albumára, a One in a Millionra, amire azonban végül nem került fel, mert nem volt idő befejezni. Ez Aaliyah egyik kedvenc dala, és erről kapta címét első válogatásalbuma, az I Care 4 U is.
A dal részletet használ fel a The Newcomers (Too Little in Common to Be Lovers) Too Much Going to Say Goodbye című számából, de ezt a borítón nem tüntetik fel.

## Fogadtatása
Az I Care 4 U lett Aaliyahnak a halála után megjelent harmadik slágere a More Than a Woman és a Rock the Boat után. A kislemezből kb. 126 000 példány kelt el, a dal a 3. helyre került az USA-ban az R&B-slágerlistán és a 16. helyre a Billboard Hot 100-on.
Az I Care 4 U megjelenése után a rádiók az album egy másik dalát, az I Can Be-t is játszani kezdték, bár ez sosem jelent meg kislemezen. A dal a 102. helyig jutott az amerikai R&B/Hip-Hop slágerlistán.

## Videóklip
Aaliyah halála miatt nem forgathatott videóklipet a dalhoz, így az I Care 4 U hivatalos videóklipje, melyet Little X rendezett, egy japán animereklámból lett átszerkesztve, melyben Aaliyah angyalként jelenik meg és kis tollpihéket hagy maga után.

## Számlista
12" kislemez (USA)
1. I Care 4 U (LP Version) – 4:34
2. Don’t Worry (LP Version) – 3:55

## Helyezések
| Slágerlista                          | Legmagasabb helyezés |
| ------------------------------------ | -------------------- |
| USA Billboard Hot 100                | 16                   |
| USA Billboaord Hot R&B/Hip-Hop Songs | 3                    |
| USA Billboaord Rhythmic Top 40       | 30                   |